# Rockstar London
 (novembre 2019).
Si vous disposez d'ouvrages ou d'articles de référence ou si vous connaissez des sites web de qualité traitant du thème abordé ici, merci de compléter l'article en donnant les références utiles à sa vérifiabilité et en les liant à la section « Notes et références ».
Rockstar London est un studio de développement, formé en novembre 2005, appartenant à Rockstar Games et situé dans le quartier de Kings Road à Londres. Le studio a pris en charge le développement de Manhunt 2 à la suite de la fermeture de Rockstar Vienna.

## Jeux développés
| Titre                     | Année de sortie | Plates-formes                                                                         |
| ------------------------- | --------------- | ------------------------------------------------------------------------------------- |
| Manhunt 2                 | 2007            | PlayStation 2, PlayStation Portable, Wii, Windows                                     |
| Midnight Club: L.A. Remix | 2008            | PlayStation Portable                                                                  |
| Max Payne 3               | 2012            | PlayStation 3, Xbox 360, Windows                                                      |
| Grand Theft Auto V        | 2013            | PlayStation 3, Xbox 360, PlayStation 4, Xbox One, Windows, PlayStation 5, Xbox Series |
| Red Dead Redemption 2     | 2018            | PlayStation 4, Xbox One, Windows, Stadia                                              |